# Carlo Pavesi
Carlo Pavesi (Voghera, 10 giugno 1923 – Milano, 24 marzo 1995) è stato uno schermidore italiano, specializzato nella spada. Ha vinto quattro ori olimpici: nella spada a squadre maschile ai Giochi di Helsinki '52 (con Roberto Battaglia, Franco Bertinetti, Dario Mangiarotti, Edoardo Mangiarotti e Giuseppe Delfino), ai Giochi di Melbourne '56 (con Giorgio Anglesio, Franco Bertinetti, Edoardo Mangiarotti, Giuseppe Delfino e Alberto Pellegrino), ai Giochi di Roma '60 con Edoardo Mangiarotti, Fiorenzo Marini, Giuseppe Delfino, Alberto Pellegrino e Gian Luigi Saccaro) e uno nella spada individuale ai Giochi di Melbourne '56.

## Palmarès
In carriera ha ottenuto i seguenti risultati:
Giochi olimpici
Individuale
- Oro nella spada a Melbourne 1956

A squadre
- Oro nella spada a Helsinki 1952
- Oro nella spada a Melbourne 1956
- Oro nella spada a Roma 1960

Mondiali
Individuale
- Argento nella spada a Stoccolma 1951
- Argento nella spada a Lussemburgo 1954
- Bronzo nella spada a Roma 1955

A squadre
- Oro nella spada a Montecarlo 1950
- Oro nella spada a Bruxelles 1953
- Oro nella spada a Lussemburgo 1954
- Oro nella spada a Roma 1955
- Oro nella spada a Parigi 1957
- Oro nella spada a Filadelfia 1958
- Argento nella spada a Stoccolma 1951

Campionati italiani
Individuale
- Oro nella spada nel 1957
- Oro nella spada nel 1958

A squadre